# (52634) 1997 WR28
(52634) 1997 WR28 là một tiểu hành tinh vành đai chính. Nó được phát hiện bởi Seiji Ueda và Hiroshi Kaneda ở Kushiro, Hokkaidō, Nhật Bản, ngày 24 tháng 11 năm 1997.